# Imprenta Americana
Pour les articles homonymes, voir Americana.

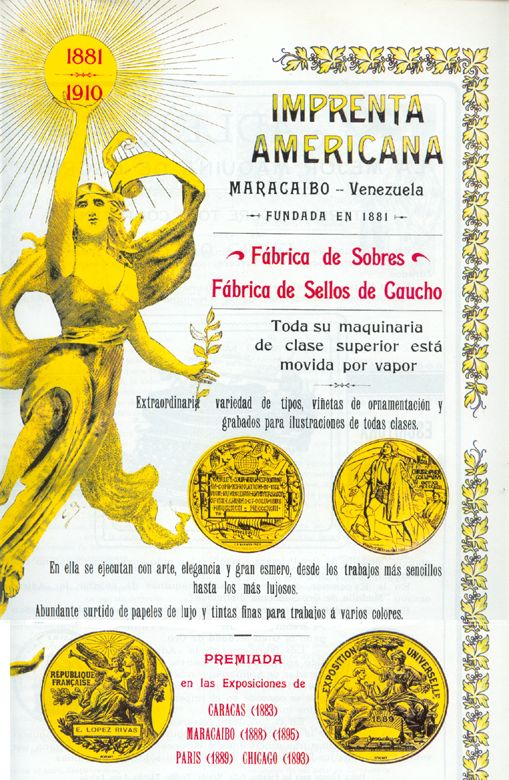
Imprenta Americana."El Fonógrafo", 1910.

Imprenta Americana (1881-1917) est la première maison d'édition qui a imprimé des gravures et des photos dans les publications périodiques du Venezuela. Cette maison d'édition a été fondée par l'éditeur et journaliste Eduardo López Rivas, à Maracaibo, au Venezuela, en 1881.

## Pioneer en images
Eduardo López Rivas était le propriétaire du journal vénézuélien Diario El Fonógrafo. Cet journal a été édité dans les ateliers de la maison de édition Imprenta Americana. López Rivas a également été un professeur de dessin, formé en France, et un passionné des arts graphiques.
En 1888 López Rivas a commencé à publier un magazine mensuel, El Zulia ilustrado, consacré à l'histoire et à la culture de l'Etat de Zulia. C'est sur les pages de cet magazine, publié par Imprenta Americana, que des gravures et des photos ont été imprimées pour la première fois dans une publication périodique du Venezuela. La plupart des illustrations étaient des dessins des héros nationaux et des paysages champêtres faites par López Rivas lui-même.
Imprenta Americana avait les techniques les plus modernes de l'époque et c'était le premier atelier au Venezuela qui a imprimé des illustrations à trois couleurs. Cette maison d'édition est devenue une entreprise bien connue à l'intérieur et à l'extérieur du Venezuela et elle a remporté de nombreux prix dans les foires nationales et internationales. López Rivas est considéré au Venezuela comme un vrai révolutionnaire des arts graphiques, comme un précurseur et comme un semeur".

## Fermeture
Lorsque la Première Guerre mondiale a éclaté en 1914, le journal El Fonógrafo a été publié dans les ateliers de la maison d´édition. Contrairement aux autres journaux vénézuéliens de l'époque El Fonógrafo sympathisé avec les Alliés.
Le président vénézuélien Juan Vicente Gómez favorise l'Empire allemand dans le conflit, mais il conserve une neutralité apparent en face de la communauté alliée. À cause de cela, il a décidé de mettre fin à El Fonógrafo et à la maison d'édition.
Le 23 août 1917, les ateliers de la maison d'édition Imprenta Americana ont été attaqués par les troupes du gouvernement et ils ont été fermées de façon permanente.